# 稲荷湯 (東京都北区)
稲荷湯（いなりゆ）は、東京都北区滝野川にある銭湯。同名の銭湯が他にも存在するため、所在地を加えて「滝野川稲荷湯」とも称する。

## 概要
創業は大正2年（1913年）と伝わる。現在の建物は関東大震災後、昭和5年（1930年）の建築で、太平洋戦争における空襲も免れ現存。入母屋造や二段重ねの破風屋根などを持つ宮造り建築で、戦前における東京銭湯の特徴をよく残す。店主は2023年現在で5代目。
井戸水を沸かした浴槽はあつ湯・通常・ぬる湯の3つで、特に45℃以上になるあつ湯が特徴。土日祝日は通常浴槽が薬湯となる。かつてはぬる湯がなかったが、2014年の改装時に追加された。この際、燃料も薪からガスに改修されている。コインランドリー併設。
2012年の劇場版『テルマエ・ロマエ』ではロケ地の一つとして使われた。玄関上に掲げられた木製看板は、当映画撮影の際に美術スタッフが制作したもので、撮影終了時にそのまま譲り受けた。
2019年、国の登録有形文化財に登録された。東京都内の銭湯としては燕湯に次いで2例目。
2020年、ワールド・モニュメント財団(WMF)の「ワールド・モニュメント・ウォッチ（文化遺産ウォッチ）」に選定。翌2021年よりWMFなどの支援を受け「稲荷湯修復再生プロジェクト」がスタートし、壁面の修復や耐震化、隣接する長屋（後述）の再生が行われた。当プロジェクトは2024年に完了し、同年の「ユネスコアジア太平洋文化遺産保全賞」において、最高賞である「優秀賞(Award of Excellence)」を受賞した。

## 稲荷湯長屋
稲荷湯に隣接する二軒長屋。2019年、主屋と同時に国登録有形文化財となった。
築年数は不詳だが、2020年代前半時点で築100年以上とされる。当初は旧中山道沿いに建てられ、遅くとも昭和2年（1927年）までに現所在地へ曳家された。当初は従業員宿舎として、戦後には借家として利用されたが、2000年代前半からは物置および空き家となっていた。
2021年より、前述の再生プロジェクトによって一戸は原型に近い姿へ、もう一戸はキッチンや土間のあるサロンに改修され、2022年に地域住民のためのコミュニティスペースとしてオープンした。銭湯側のオーナーとは別の法人（一般社団法人せんとうとまち）が運営している。

## ギャラリー

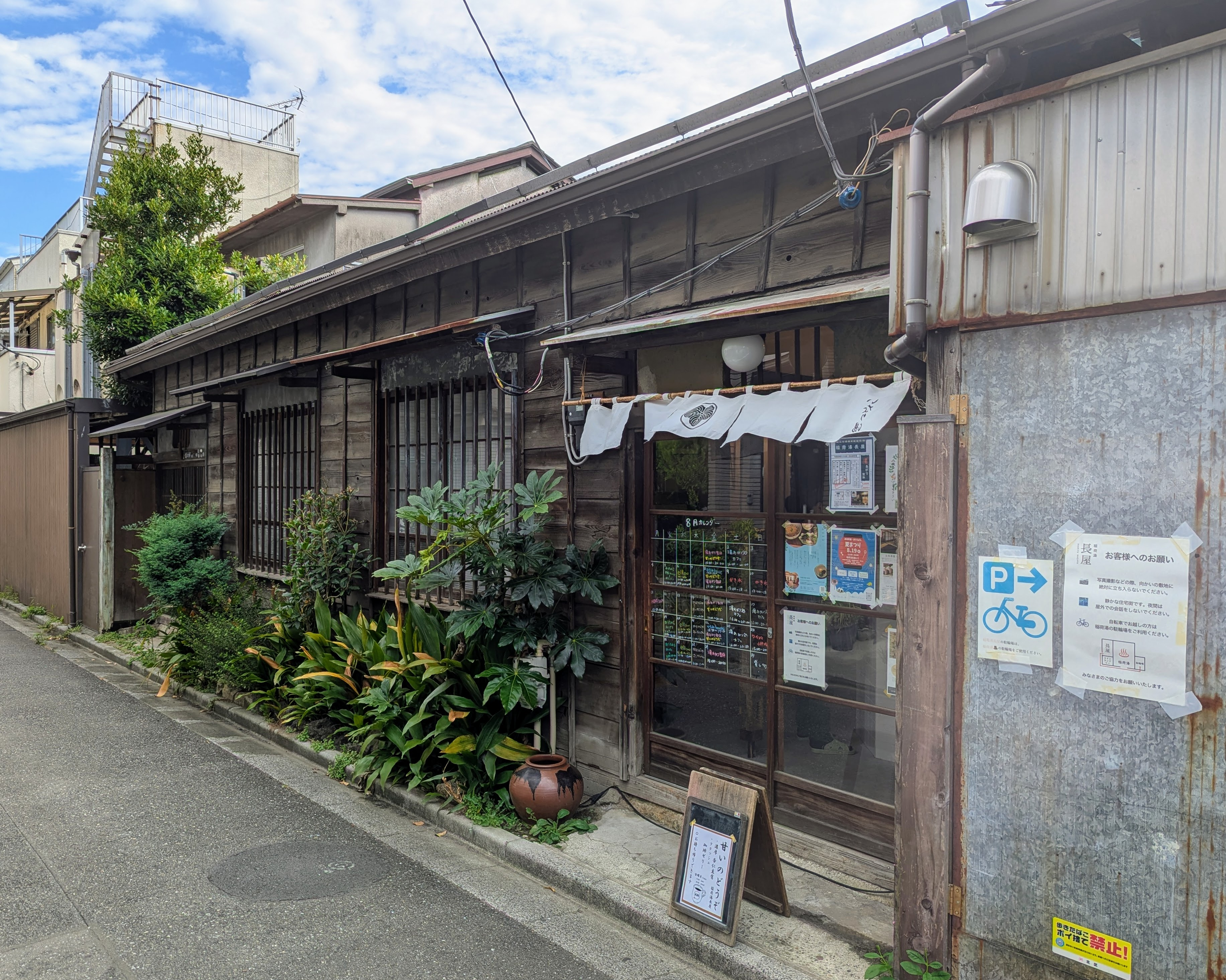
稲荷湯長屋
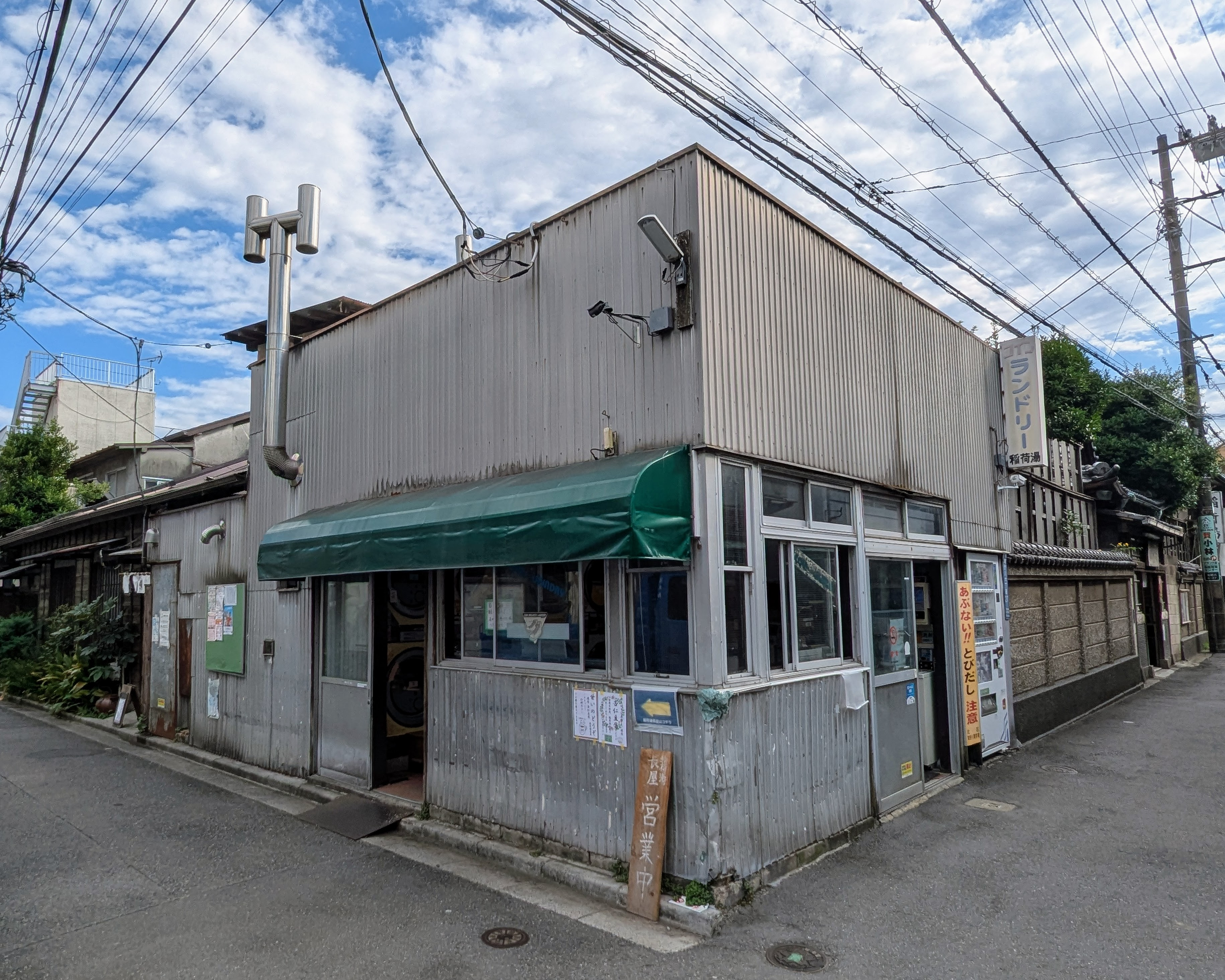
コインランドリー（右奥が稲荷湯、左奥が長屋）